# Mieczysław Kamberski
Mieczysław Kamberski (ur. 14 września 1896 we Lwowie, zm. 19 grudnia 1962 w Krakowie) − polski ogrodnik, dyrektor firmy „E.Freege”, porucznik piechoty. 
Uczestnik obrony Lwowa w 1918, absolwent prawa na Uniwersytecie Lwowskim. 
Pełnił także funkcję naczelnego hodowcy w Stacji Hodowli Roślin, prezesa Towarzystwa Ogrodniczego w Krakowie, założyciel i prezes Rady Nadzorczej Spółdzielni Ogrodniczej „Ziemia Krakowska”, przewodniczący Komisji Rozwoju Ogrodnictwa w województwie krakowskim. Dążył do uniezależnienia polskiego ogrodnictwa od importu nasion z zagranicy. 
Autor licznych artykułów i rozpraw z dziedziny ogrodnictwa i rolnictwa.